# Vioolconcert nr. 2 (Merikanto)
Aarre Merikanto voltooide zijn Vioolconcert nr. 2 in 1925. Hij begon aan dat vioolconcert te werken met de wetenschap dat zijn opera Juha uit 1922 afgekraakt werd omdat het te modern van klank was. Kennelijk trok Merikanto zich daar niets van aan, want ook dit tweede vioolconcert is binnen de klassieke muziek in Finland een buitenbeentje. De Finse muziekwereld bewoog zich ten tijde van componeren rond de muziek van Jean Sibelius en daarvan is in dit werk niets terug te vinden. Merikanto was later zelf ook niet overtuigd van de kwaliteit van het werk. Hij schreef in de partituur, dat het werk nog niet uitgevoerd was en dat het wat hem betreft zo mocht blijven. Merikanto’s stijl wijzigde naar meer Neoclassicisme. Zijn tweede vioolconcert staat in tegenstelling tot dat vol met dissonanten.
Merikanto heeft zelf de eerste uitvoering niet meegemaakt. In het najaar 1959 speelde het Fins Radio Symfonieorkest het, maar daarna verdween het werk weer in de la. Het is nooit officieel uitgegeven.
Het werk kent drie delen:
1. Largo-Allegro
2. Adagio
3. Vivace

De eerste twee delen laten een ijle atonale atmosfeer horen waarboven de violist soleert. In deel drie is er meer sprake van een dialoog tussen solist en orkest en een meer klassieke vorm, een schimmige fuga.
Merikanto schreef het werk voor een uitgedund orkest:
- solo viool
- 3 dwarsfluiten, 2 hobo’s, 3 klarinetten, 2 fagotten
- 4 hoorns
- 2 harpen, celesta
- violen, altviolen, celli, contrabassen